# Lucas-Pitter

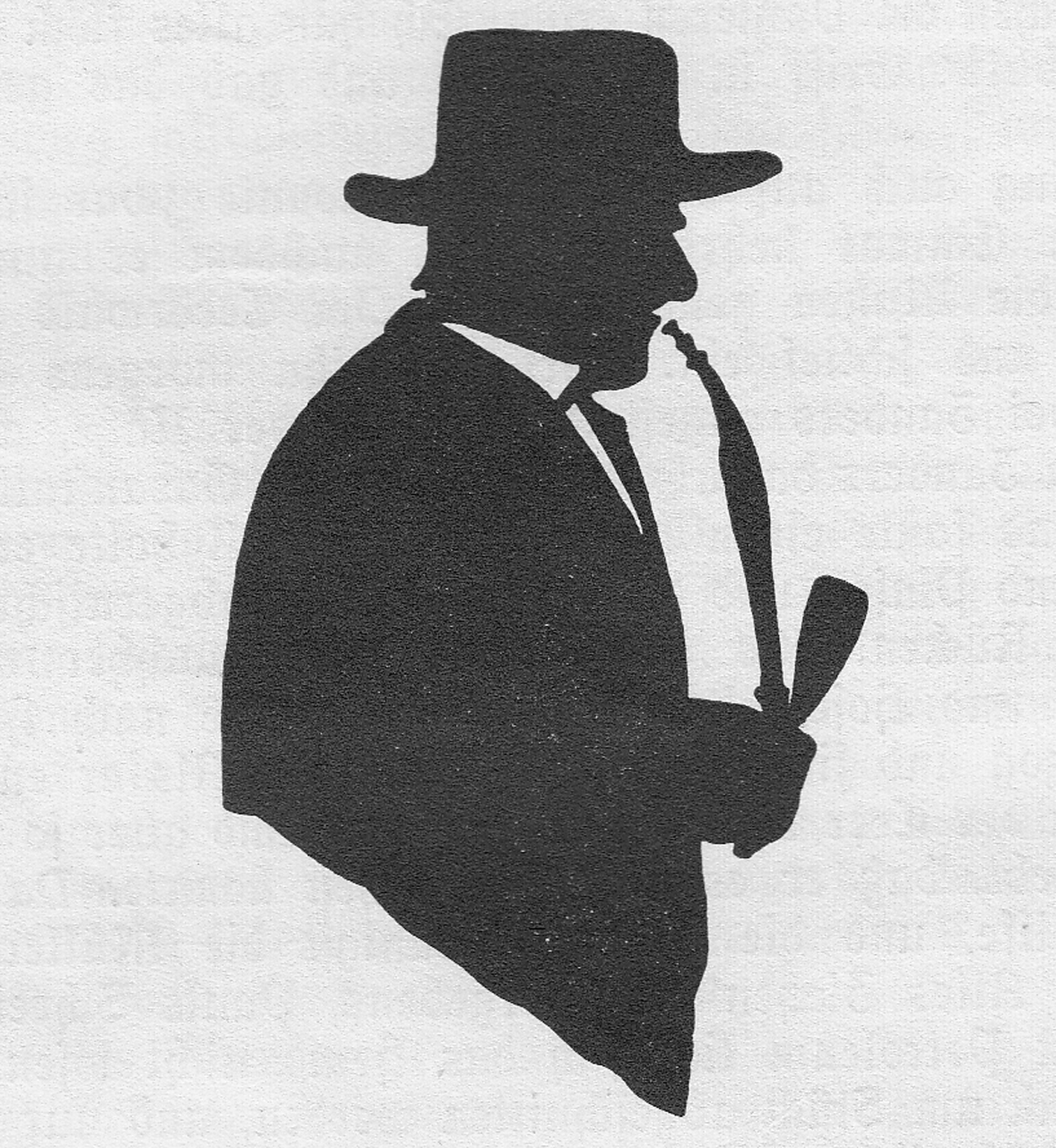
Lucas-Pitter,
Scherenschnitt um 1870

Lucas-Pitter  (* 1797 in Herkenrath; † 2. März 1886 in Gronau (Bergisch Gladbach)) war ein Gladbacher Original. Sein richtiger Name war Peter Lucas.

## Leben

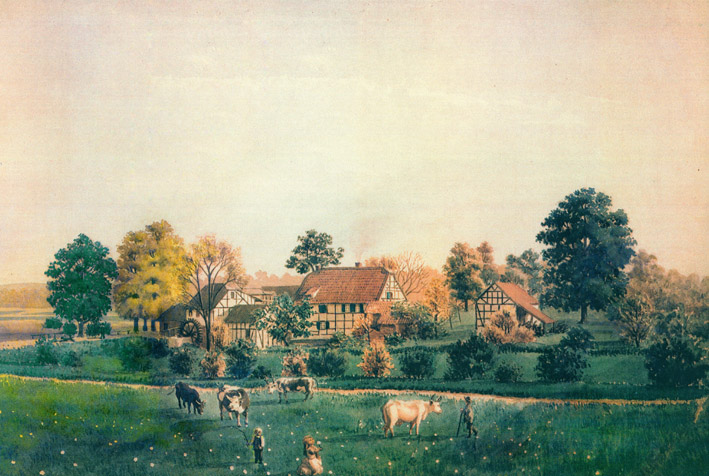
Die Gronauer Mühle gegen Ende des 19. Jahrhunderts; Deckfarbenmalerei von Wilhelm Scheiner

Lucas war das älteste von fünf Kindern – drei Jungen und zwei Mädchen – der Eheleute Johann und Elisabeth Lucas, die zunächst in Herkenrath wohnten und dort einen Bauernhof betrieben. Anfang der 1820er Jahre pachtete die Familie Lucas die Gronauer Mühle und zog mit der ganzen Familie von Herkenrath nach Gronau. Der Vater starb am 23. Januar 1842; der Tod der Mutter folgte am 15. März 1851.
Nur Philipp, einer der drei Söhne, heiratete und zog mit seiner Frau nach Köln. Die anderen vier blieben unverheiratet und richteten sich gemeinsam in der Mühle ein. Zusammen bewirtschafteten sie die Mühle und den zugehörigen Hof. Die Frauen waren für die Bewirtschaftung des Hauses zuständig. Es ist überliefert, dass die Geschwister zusammenhielten, aber auch des Öfteren untereinander stritten. Alle vier waren dem Alkohol zugetan. Peter (Lukas-Pitter) war sechs Jahre lang Beigeordneter der Stadt Bergisch Gladbach, wenngleich er nie einen Federstrich vollzogen haben soll.

## Das Original
Bereits in jungen Jahren zeigte sich der Schelm in Lucas. Seine Mutter schickte ihn regelmäßig mit der Kiepe auf dem Rücken gefüllt mit Butter und Eiern über Land auf den so genannten Handel. Eines Tages musste er auch ein paar Enten mitnehmen. Nachdem er vergebens von Tür zu Tür gelaufen war und niemand die Enten kaufen wollte, ließ er sie einfach fliegen. Zu Hause forschte die Mutter: „Wat häste verkoft?“ (Was hast Du verkauft?). Antwort von Lucas: „Joh, wat sohl ech verkoft han, he es et Jeld“ (Ja, was soll ich verkauft haben, hier ist das Geld). Das sei aber wenig, meinte die Mutter und war mit dem mageren Ergebnis nicht zufrieden. Sie fragte, was der Grund dafür sei. Lucas knurrte: „Die Enten simmer flejen jejangen on och e paar Hohnder“ (Die Enten sind mir fliegen gegangen und auch ein paar Hühner). Unmutig sagte da die Mutter zum Vater: „Dä Jong es doch esu domm, dat me in si Lävve nirjens hinschecke kann“ (Der Junge ist doch so dumm, dass man ihn in seinem Leben nirgendwo hinschicken kann). Vergnügt hörte Lucas die Worte und freute sich, dass er nun nicht mehr mit der Kiepe laufen musste.
Als er älter geworden war, besuchte er täglich die verschiedenen Gaststätten in der Stadt und trank dabei regelmäßig über den Durst. Bei einer solchen Gelegenheit saß Lucas einmal in der Gaststätte Paas – man nannte sie „et Bergershüsje“ – mit einem Fremden allein am Tisch. Dieser nahm ein weißes Blatt und eine Schere und schnitt Lucas im Schattenriss heraus. Anschließend machte er das ausgeschnittene Teil schwarz und schenkte es ihm. Ein anderes Mal saß er beim „Wiser-Wilhelm“ mit einigen anderen Leuten auf der engen Bank und unterhielt sich. Da kam der Rektor Jakobs herein, der an der Schule auch Katechismus-Unterricht erteilte. Er wollte sich auf die Bank mit hinzu setzen. Aber Lucas knurrte: „Dat kammer nit ushale!“ (Das kann man nicht aushalten.) Wohlwollend sagte der geistliche Herr: „Wenn Sie später so viel Platz im Himmel haben wie hier auf der Bank, dann können Sie heilfroh sein.“ Da entfuhr es Lucas: „Saht, Här, wann dat de janze Seligkeit es, dat me nohmolens öendlich setze kann, da well ich nüs demetten ze dunn han!“ (Sagen Sie, Herr, wenn das die ganze Seligkeit ist, dass man noch nicht einmal ordentlich sitzen kann, dann will ich nichts damit zu tun haben.) Von derartigen Geschichten gab es viele. Sie haben Lucas zum Original gemacht, das im Volksmund lebendig blieb.

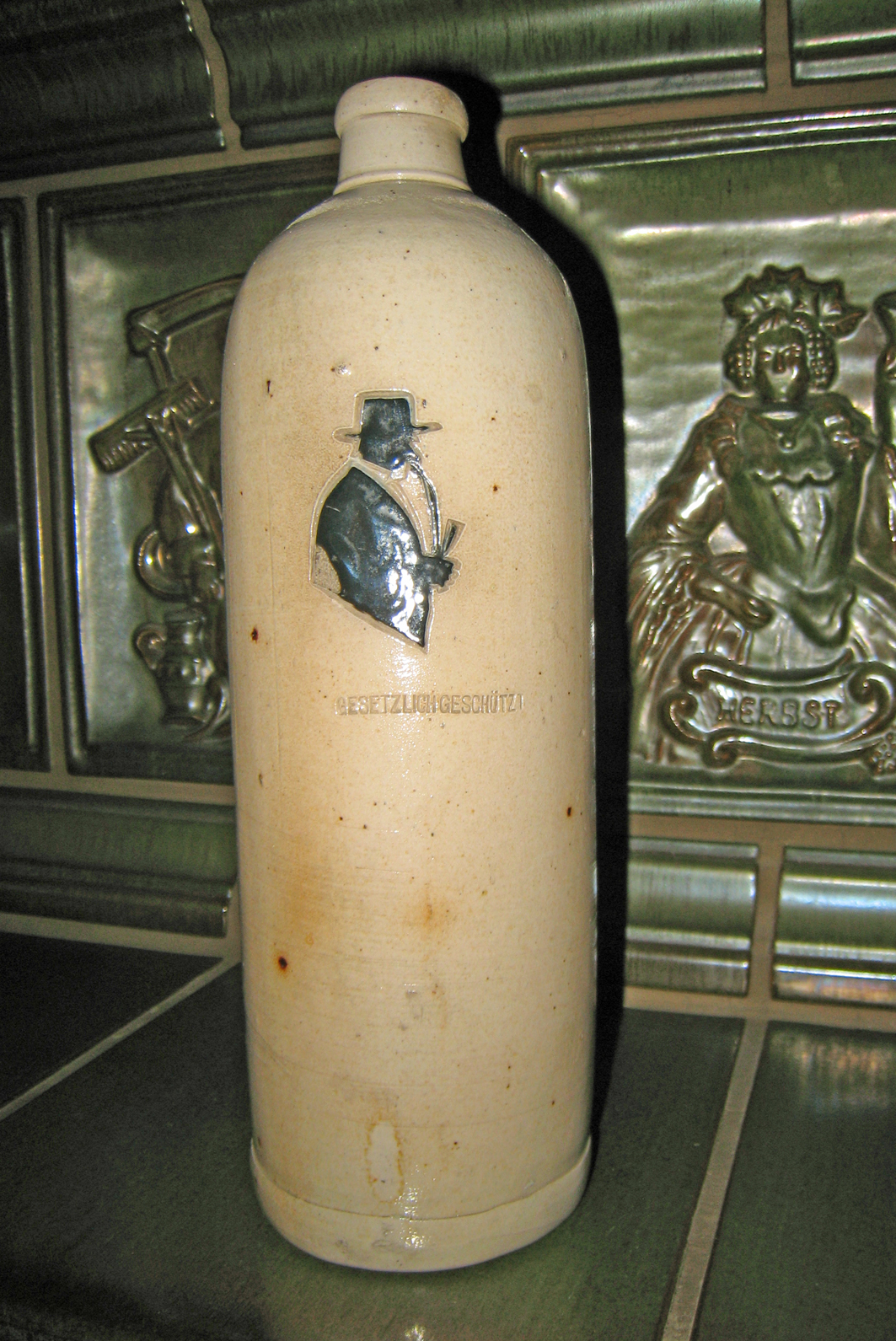
Branntweinflasche um 1890
Marke Lucas-Pitter

## Die Gronauer Brennerei
Der Gastwirt Johann Odenthal, der von 1921 bis 1928 Bürgermeister von Bergisch Gladbach war, pachtete die Gronauer Mühle 1883. Lucas und seine letzte noch lebende Schwester konnten in der Mühle bis zu ihrem Tod wohnen bleiben. Odenthal betrieb im Gronauer Hof die Gronauer Brennerei, in der er zum Gedenken an Lucas einen Schnaps mit dem Namen Lucas-Pitter brannte. Diese Tradition wurde später von der Brennerei Kenfenheuer auf der Hauptstraße in Bergisch Gladbach fortgesetzt.